# Crisman (Colorado)
Crisman es un lugar designado por el censo ubicado en el condado de Boulder en el estado estadounidense de Colorado. En el Censo de 2010 tenía una población de 186 habitantes y una densidad poblacional de 49,15 personas por km².

## Geografía
Crisman se encuentra ubicado en las coordenadas 40°2′38″N 105°22′21″O / 40.04389, -105.37250. Según la Oficina del Censo de los Estados Unidos, Crisman tiene una superficie total de 3.78 km², de la cual 3.78 km² corresponden a tierra firme y (0%) 0 km² es agua.

## Demografía
Según el censo de 2010, había 186 personas residiendo en Crisman. La densidad de población era de 49,15 hab./km². De los 186 habitantes, Crisman estaba compuesto por el 97.85% blancos, el 0% eran afroamericanos, el 0.54% eran amerindios, el 1.08% eran asiáticos, el 0% eran isleños del Pacífico, el 0% eran de otras razas y el 0.54% pertenecían a dos o más razas. Del total de la población el 4.3% eran hispanos o latinos de cualquier raza.